# Nanophotonique
La nanophotonique, aussi connue sous le nom de nano-optique ou nano-orto, est l'étude de la lumière et de ses interactions avec la matière à des échelles nanométriques. 

## Eléments de définition
On parle de nanophotonique lorsque les phénomènes mis en jeu interviennent sur des distances inférieures à la longueur d'onde (dans la gamme visible du spectre électromagnétique, la longueur d'onde se situe entre 400 et 700 nm). 

## Objectifs, enjeux
La nanophotonique cherche à dépasser (ou contourner) les limites imposées par le phénomène de diffraction en optique. 
Les objectifs principaux portent (1) sur la compréhension des phénomènes liés à la lumière intervenant à des échelles nanométriques, et (2) sur le développement de nouvelles structures photoniques pour réaliser des fonctions optiques innovantes.

## Domaines d'application
La nanophotonique est une branche de l'optique qui s'intéresse tout particulièrement aux domaines suivants :
- la microscopie de champ proche (NSOM near-field scanning optical microscopy)
- l'interaction de la lumière avec des structures métalliques (plasmonique ou étude des plasmons de surface)
- le confinement et la manipulation de la lumière par des cristaux photoniques
- l'intégration de structures photoniques sur puces silicium
- le développement de matériaux composites artificiels (métamatériaux) pour réaliser de nouvelles fonctions optiques

Les applications actuelles concernent principalement l'élaboration de systèmes de visualisation améliorés et compactés (éventuellement à haute température), dont la microscopie optique à très haute résolution, les capteurs optiques de haute sensibilité, les systèmes de connexion optique intégrés, mais d'autres applications concernent par exemple les cellules photovoltaïques ou l'impression 3D d'objets d'échelle manométrique.

## Image
Image : Distribution d’intensité du champ électrique (échelle logarithmique) au voisinage d’une paire de nanoparticules d’or de diamètre 50 nm éclairées par une onde plane de polarisation suivant l’axe principal de la paire de particules